# Прапор Хуста
Пра́пор Хуста — офіційний символ міста Хуст Хустського району Закарпатської області, затверджений 7 жовтня 2014 р. рішенням № 1664 сесії міської ради.
Прямокутне полотнище із співвідношенням сторін 2:3 складається з двох рівних горизонтальних смуг блакитного і жовтого кольорів. Від древка відходить білий трикутник заввишки в 1/3 довжини прапора, на якому герб міста.